# Вартанов, Георгий Амазаспович
Георгий Амазаспович Вартанов (1913, Тифлис, Грузия,Российская империя — 1984, Тбилиси, Грузинская ССР, СССР) — советский боксёр, полулегковес, трёхкратный чемпион СССР, заслуженный мастер спорта СССР (1948). Отличник физической культуры (1948).
Окончил ГЦОЛИФК.

## Биография
Родился в городе Тбилиси в 1913 году.
Занимался спортивной гимнастикой и выступал по программе мастеров спорта СССР, но предпочтение отдавал боксу. Был мастером спорта СССР по спортивной гимнастике и только с 1935 года, уже будучи 22-летним мужчиной, серьёзно занялся боксом. За полтора года серьёзных тренировок, завоевал в 1936 году одну золотую медаль — в командном первенстве СССР, и одну серебряную — в личном чемпионате СССР.
Боксёр агрессивного стиля, правша, темповик ближнего боя с классической левосторонней стойкой и с хорошо поставленным нокаутирующим ударом правой руки и с отличной защитой. Тренировался в спортивном обществе «Динамо» у заслуженного мастера спорта СССР Гольдштейна Александра Александровича. В итоге под его руководством стал трёхкратным чемпионом СССР по боксу в полулёгком весе в 1938, 1939, 1940 годах. В арсенале Вартанова Г. А. титулы серебряного призёра чемпионатов СССР 1936 года и 1946 года. Дважды, в составе сборной команды Грузии по боксу, в 1936 и 1945 годах завоевал первое место и две золотые медали в отдельных командных первенствах СССР.
В 1930-е годы работал преподавателем гимнастики в Грузинском институте физкультуры.
Закончив выступления на ринге, работал тренером, а затем — старшим тренером грузсовета «Динамо», с 1949 года по 1984 год. Получил звание судьи СССР по боксу всесоюзной категории и регулярно судил боксёрские поединки в чемпионатах СССР и в международных встречах. Часто его назначали главным судьёй чемпионатов Грузии и зональных чемпионатов СССР.
В 1984 году на собственной квартире в Тбилиси, на боксёра совершено разбойное нападение вооружённой группы лиц. Преступники ударили его по голове тяжёлым предметом и унесли из его квартиры пять золотых и две серебряные медали, выигранные им в чемпионатах СССР. Медали чемпионов и финалистов чемпионатов СССР в то время изготавливались из чистого золота и серебра.
Погиб, оказывая сопротивление вооружённым грабителям. Преступление до сих пор не раскрыто.